# Stigmaphyllon timoriense
Stigmaphyllon timoriense är en tvåhjärtbladig växtart som först beskrevs av Dc., och fick sitt nu gällande namn av C.E.Anderson. Stigmaphyllon timoriense ingår i släktet Stigmaphyllon och familjen Malpighiaceae. Inga underarter finns listade i Catalogue of Life.